# Franz Schmitt (Maler)

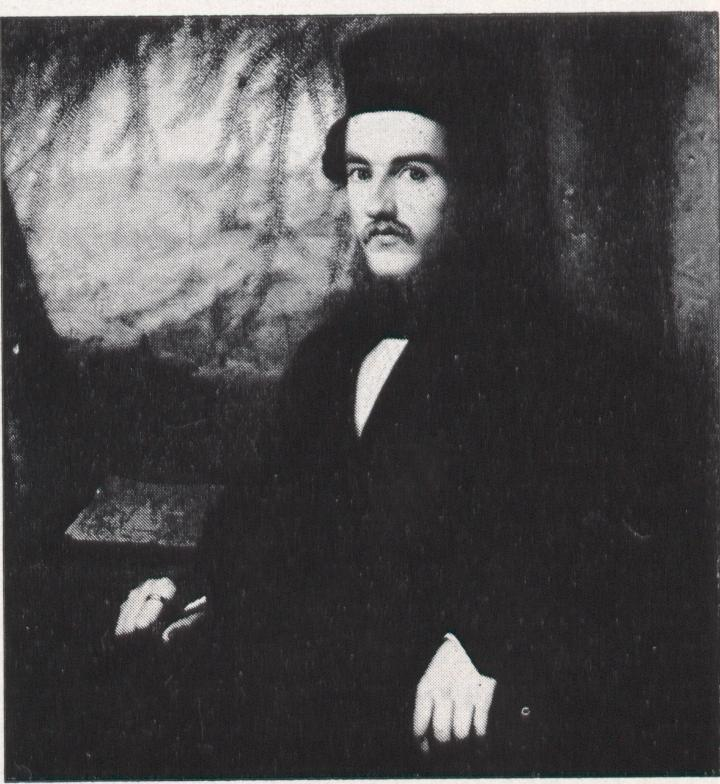
Franz Schmitt, Selbstporträt in Öl, um 1850

Franz Schmitt (* 26. September 1816 in Wolfstein; † 7. Juli 1891 in Frankenthal) war ein deutscher Kunstmaler und Restaurator historischer Gemälde, stilistisch beeinflusst von seinem sehr berühmten Bruder Georg Philipp Schmitt, der dem Heidelberger Romantikerkreis und den Nazarenern angehörte. Franz Schmitt entstammt der Heidelberger Malerdynastie Schmitt, die vier bedeutende Maler hervorbrachte: neben Franz Schmitt sein schon erwähnter Bruder Georg Philipp Schmitt und dessen Söhne Guido Philipp Schmitt sowie Nathanael Schmitt.

## Leben
Franz Schmitt war eines von 14 Kindern des aus Miltenberg stammenden Steuerbeamten Simon Joseph Schmitt, einem in der französischen Revolutionszeit aus dem Kloster ausgetretenen und mit Caroline Krieger aus Wolfstein verheirateten Franziskanerpaters. Franz Schmitt wurde auf dem familieneigenen Gutshof in Wolfstein geboren und wuchs dort auf. 1822 verzog die Familie nach Heidelberg. Sein älterer Bruder, der berühmte Maler Georg Philipp Schmitt, der dem Heidelberger Romantikerkreis und den Nazarenern angehörte, nahm ihn in die Lehre und beeinflusste sein künstlerisches Schaffen. Georg Philipp Schmitt selbst hatte u. a. bei Peter von Cornelius, Christian Xeller und Julius Schnorr von Carolsfeld die Malerei erlernt.
Ab 1841 besuchte Franz Schmitt die Kunstakademie in München, bestand 1845 das Examen als Zeichenlehrer und bekam auch das Patent als Gemälderestaurator. Danach ließ er sich zunächst in Heidelberg nieder, wo er sich nahe dem Schloss ein Atelier einrichtete. In dieser Zeit restaurierte er namentlich für den begeisterten Sammler und damaligen Bürgermeister Winter zahlreiche Bilder. 1846 heiratete er Anna Mündel aus Heidelberg und trat 1847 eine Stelle als Professor für Kunst am Progymnasium sowie an der Gewerbeschule in Frankenthal (Pfalz) an. 1890 schied er aus dem Schuldienst und verstarb bereits ein Jahr später.
Franz Schmitt war als Maler in seiner Heimat bekannt, ebenso als ausgezeichneter Restaurator alter Gemälde. Einige seiner Werke fanden Eingang in die königliche Gemäldesammlung zu München. Seine Persönlichkeit wurde jedoch durch die des berühmteren Bruders überschattet.
Mit seinem Bruder Georg Philipp teilte Franz Schmitt auch die unermüdliche Leidenschaft für die Sammlung und Erhaltung guter, alter Kunstwerke. Er beschränkte sich hierbei nicht auf Gegenstände der bildenden Kunst, er sammelte vielmehr mit gleichem Eifer auch Bodenfunde aller Art, Münzen, alte Urkunden und Dokumente, Bücher usw. Eines seiner wertvollsten diesbezüglichen Besitztümer war das Rembrandt-Gemälde „Christus an der Geisselungssäule“, das bei Schmitts Tod an das Hessische Landesmuseum Darmstadt gelangte. Dort befindet es sich als eines der Prunkstücke des Museums noch immer, wird jedoch inzwischen nur noch der Werkstatt Rembrandts und nicht mehr ihm persönlich zugeschrieben.
Ein nachhaltiges Erlebnis war für Franz Schmitt seine große Italienreise, die er 1862 als Begleiter des Speyerer Bischofs Nikolaus von Weis unternahm. Wenn auch konfessionsverschieden, waren beide Männer befreundet und es verband sie ein großes Interesse für Historie und Kunst.
Franz Schmitts Neffe Guido Philipp Schmitt war während der viktorianischen Epoche der berühmteste und begehrteste Porträtmaler der englischen Hocharistokratie in London, sein anderer Neffe Nathanael Schmitt ebenfalls ein berühmter Historien- und Porträtmaler in Rom, Saarbrücken und Karlsruhe. Beide waren Söhne von Franz Schmitts älterem Malerbruder Georg Philipp.

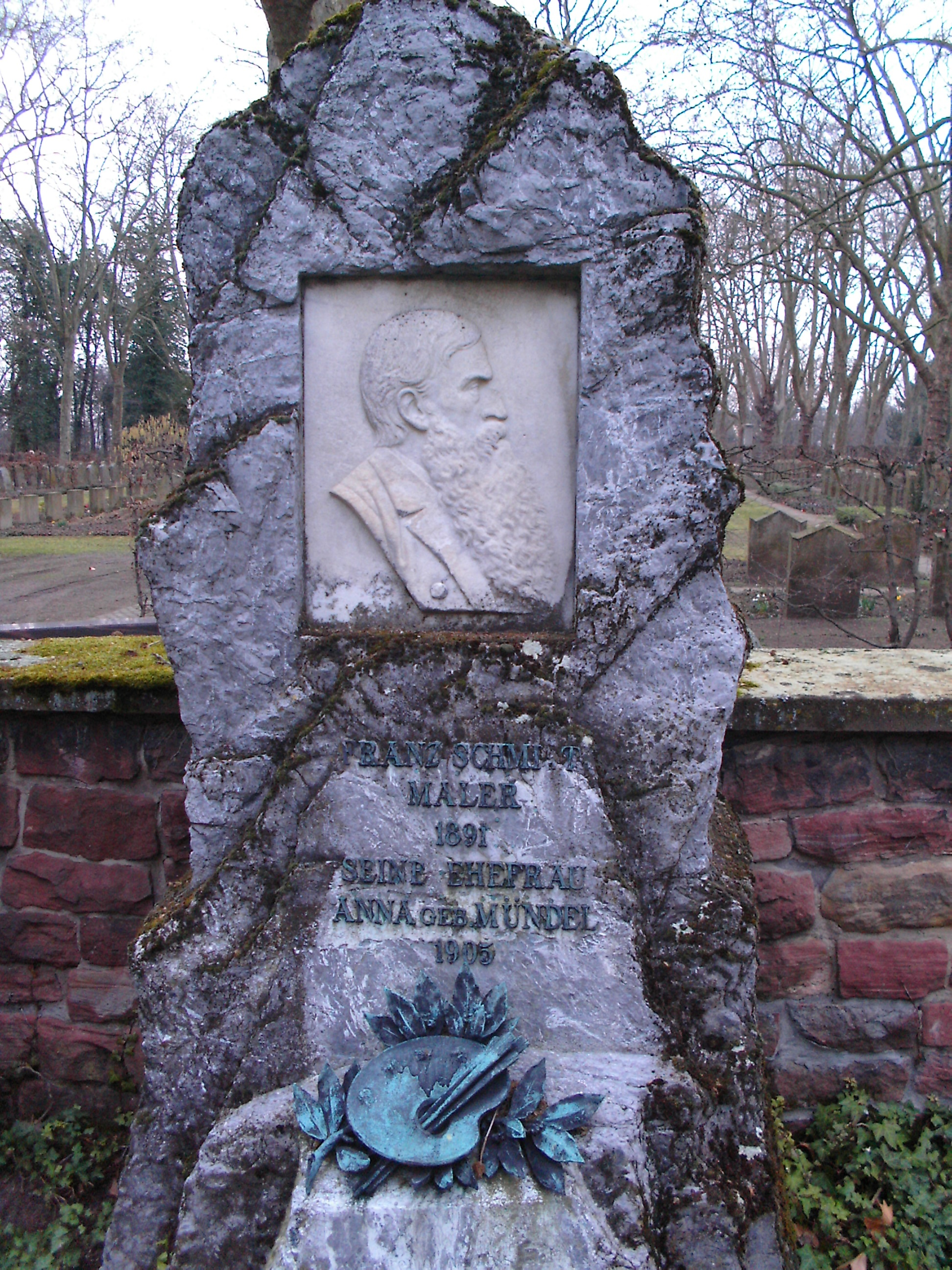
Franz Schmitt, Grabstein, Hauptfriedhof Frankenthal (Pfalz)

Von Franz Schmitt existieren neben qualitativen Bildern (z. B. Landschaften und Stillleben) auch mehrere Selbstporträts. Sein Grabmal mit einem schönen Alters-Reliefbildnis, gestaltet nach Plänen seiner beiden Malerneffen, befindet sich auf dem Hauptfriedhof in Frankenthal (Pfalz).

## Galerie

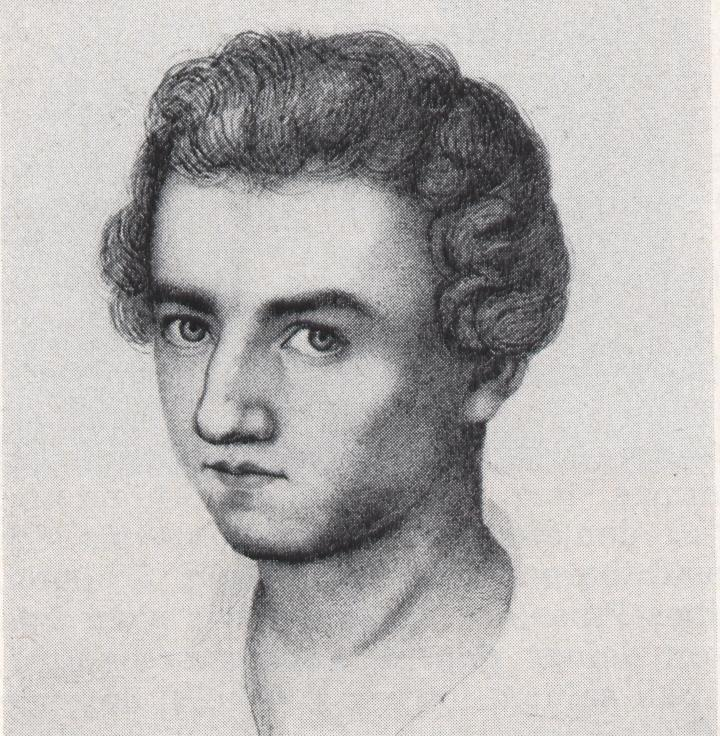
Franz Schmitt, Selbstporträt (Zeichnung), um 1835
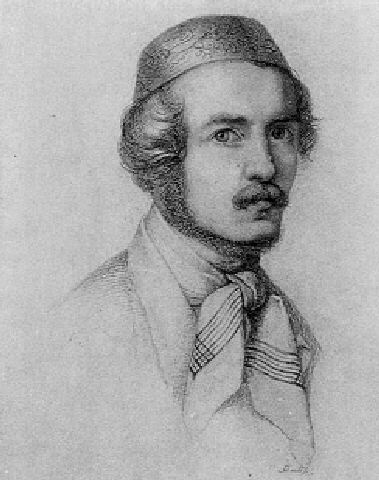
Franz Schmitt, Selbstporträt (Zeichnung), ca. 1845
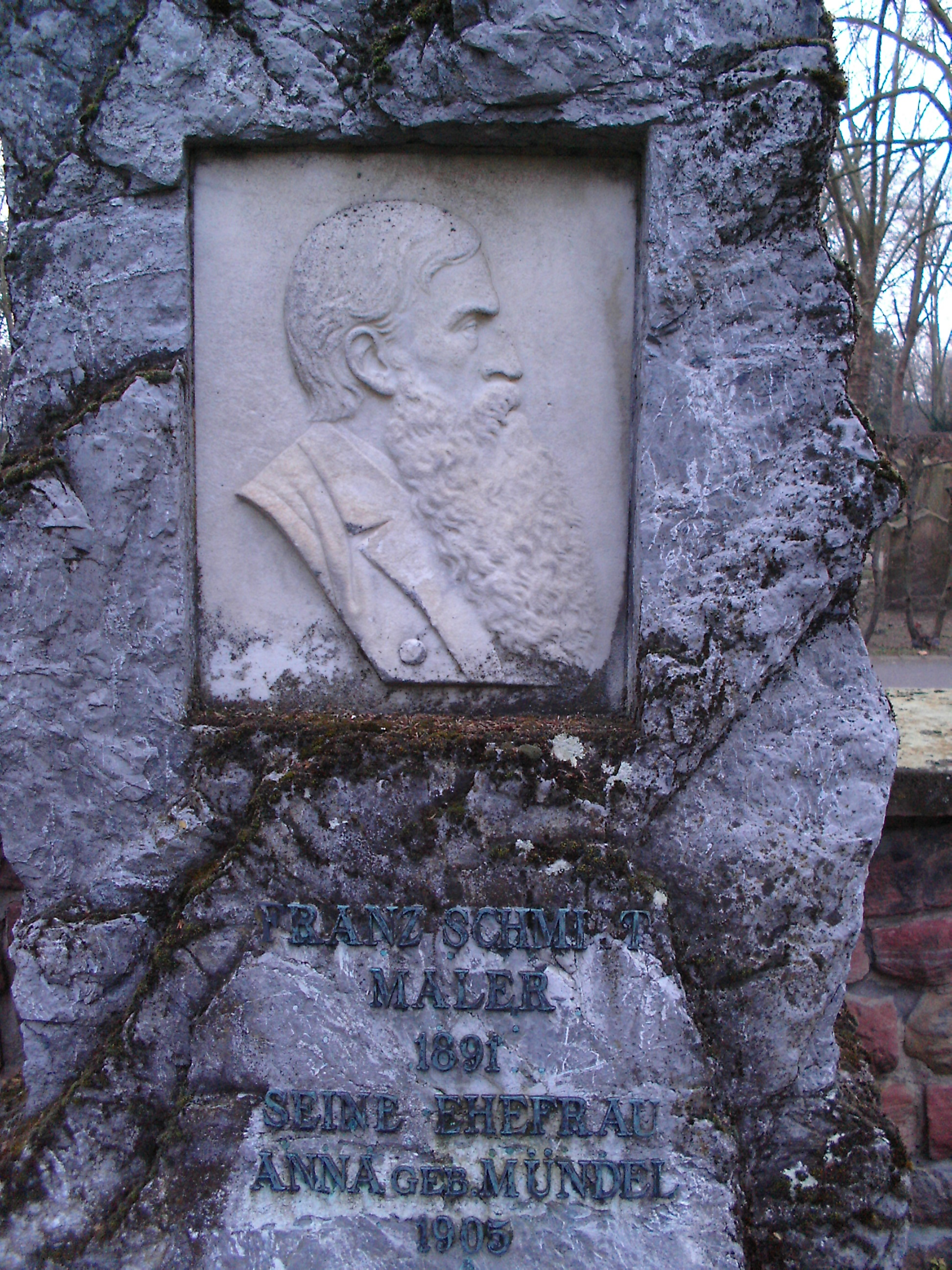
Franz Schmitt Altersporträt vom Grabstein